# Miguel Díez Lasangre
Miguel Díez Lasangre (nascut a Valladolid) és un dibuixant i il·lustrador espanyol. Va estudiar Belles Arts a la Universitat de Salamanca, on es va especialitzar en pintura i gravat. Ha treballar com a professor d'art i il·lustració a la Universitat de Lleó i a la Universitat de Valladolid. El 1999 va dirigir i fer el guió del curtmetratge Animal, amb el qual fou nominat al Goya al millor curtmetratge d'animació i va guanyar el segon premi de curtmetratges al Festival Internacional de Cinema de Mont-real. En 2001 ingressa a l'Acadèmia de les Arts i les Ciències Cinematogràfiques d'Espanya.
També és autor de les il·lustracions d'una Historia de Castilla y León en cómic (2011) que fou criticada per un grup d'historiadors lleonesos com a irreverent i de les il·lustracions del llibre d'Esther Pardo Las tortugas nunca duermen (2018) El 2019 va realitzar les il·lustracions del fulletó històric El Conde Pedro Ansúrez, editat per l'Ajuntament de Valladolid.